# Separación de The Beatles
La separación de The Beatles se refiere a los hechos que desembocaron en la disolución del grupo considerado más influyente en la historia de la música. La icónica banda británica dejó un importante legado desde su inicio en 1960 hasta su separación en 1970. Su separación generó un ambiente de inquietud en sus admiradores y en la industria musical, convirtiéndose en un evento mítico que ha generado debate hasta nuestros días.
Fueron varios factores los que llevaron al grupo a diluirse. Entre ellos se puede destacar su cada vez más creciente desarmonía como banda, sus diferencias artísticas, el cierre de sus giras y sus presiones financieras, anímicas y legales ocurridas a partir del deceso de su mánager, Brian Epstein. 
Su individualismo acabó con sus relaciones. En especial, causó estragos en la alianza entre John Lennon y Paul McCartney, quienes no pudieron mantener su relación profesional, caso contrario al de Ringo Starr y George Harrison, quienes colaboraron en una amplia variedad de álbumes juntos tras la disolución de la agrupación. Starr y Harrison fueron asentistas en los últimos años de grabación, ya que el interés de trabajar en conjunto comenzaba a desvanecerse. McCartney dio a conocer públicamente la separación como parte del lanzamiento de su primer álbum en solitario, McCartney. El grupo nunca se volvió a unir completamente, solo McCartney, Starr y Harrison se llegaban a reunir esporádicamente; claros ejemplos fueron en la grabación del tema de Harrison, «All Those Years Ago», y además para Anthology en 1994, teniéndose como última colaboración entre ex-beatles para proyectos discográficos la de McCartney para el álbum Y not de Starr.

## Motivos y causas

### La muerte de Brian Epstein y «Carry That Weight»
Uno de los personajes más influyentes entre los colaboradores del grupo fue su representante, Brian Epstein, quien además fue mencionado en ocasiones como el Quinto Beatle, aunque este apelativo fue mayoritariamente asociado a George Martin, productor musical de The Beatles, incluso por los propios miembros del grupo, como McCartney o Starr. Epstein trabajó para mantener la cohesión del grupo y su estilo de gestión les permitió seguir sus nociones y proyectos musicales, mientras ofrecía mediación si había algún conflicto. Sin embargo, este papel comenzó a disminuir después de que la banda dejase de salir de giras, aunque aún ejercía una fuerte influencia resolviendo disputas entre los miembros y, lo más importante, manejando las finanzas del grupo. Cuando Epstein falleció de una sobredosis de barbitúricos en 1967, se produjo un gran vacío en la banda, así como una considerable serie de dudas; en busca de solventar la situación, McCartney decidió tomar las riendas del grupo, con la intención de poder sacarlo adelante a pesar del duro golpe. El resto del cuarteto se vio progresivamente perturbado por su creciente dominio en la música, así como en las empresas a las que estaban afiliados. Posteriormente, Lennon percibió los esfuerzos de McCartney como necesarios para la supervivencia de la banda, pero creía que el deseo de McCartney para mantener la viabilidad de la banda surgió de sus propias ideas acerca de comenzar una carrera en solitario. McCartney mantuvo la mayor dedicación al grupo como una entidad de entretenimiento, pero sus considerables esfuerzos lo agotaban tanto física como psicológicamente, por lo cual, Paul terminó escribiendo para el álbum Abbey Road la canción «Carry That Weight», en la que contaba el peso que tuvo que traer a cuestas tras la muerte de Epstein.
La partida física de su representante puso en apuros al grupo en cuanto a la fundación Apple Corps, la cual ya se había iniciado bajo la supervisión de Epstein como un intento para asegurar los impuestos, pero su muerte había puesto en duda el seguimiento de la empresa. La ausencia de la supervisión de Epstein y la inexperiencia de los miembros de la banda como hombres de negocios, crearon una aventura caótica inesperada, que se sumó a las nacientes tensiones que la agrupación experimentó cuando regresó al estudio para producir The White Album. El papel de Epstein como representante de la banda nunca sería reemplazado, y la falta de liderazgo y representación sería uno de los factores que precipitarían su disolución.

### Yoko Ono

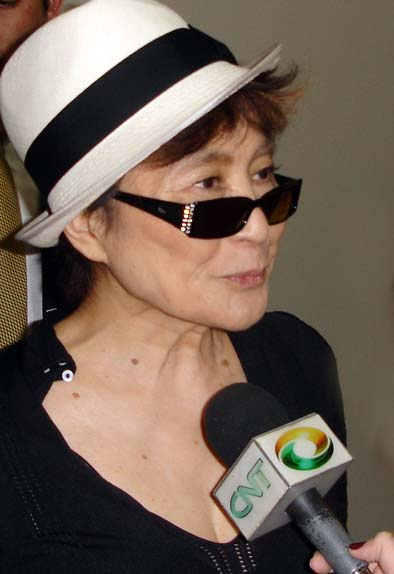
Fanes y críticos aseguran que Yoko Ono fue una de las principales causas de la separación.

La relación de John Lennon y Yoko Ono comenzó cuando la esposa de Lennon en aquellos años, Cynthia Powell, se encontraba de viaje en Grecia. Más tarde, en 1968, Cynthia sentiría desconfianza de él. John, en un frágil estado emocional después de regresar del famoso viaje de la banda a la India a principios de 1968, estaba desilusionado y resentido, ya que el Maharishi no había cumplido sus expectativas. El consumo de drogas, el deterioro de su matrimonio y vida familiar, su identidad personal y función artística dentro de The Beatles fueron una fuente de descontento.
Yoko Ono, una artista conceptual y cantante japonesa, conoció a Lennon en una de sus exposiciones en 1966. Grabaron una cinta de tipo vanguardista que finalmente sería publicada como Unfinished Music No.1: Two Virgins, antes de consumar su nueva relación. A partir de ese momento, los dos rara vez se apartaban, incluso cuando Lennon estaba trabajando con el resto de la banda en el estudio. Esto violaba un previo acuerdo tácito de la banda de no permitir la presencia en el estudio a las novias o esposas de los miembros. Sin embargo, como el capricho artístico de Lennon con Ono creció, él quiso que la presencia de ella fuese permitida en las grabaciones. Con frecuencia, Ono hacía comentarios o sugerencias en el estudio de grabación, lo cual sólo sirvió para incrementar el descontento entre Ono y los compañeros de Lennon.

### George y Ringo toman el mando
Paul McCartney y John Lennon iniciaron con las composiciones de la banda, que de hecho fueron un éxito total, mientras que George Harrison y Ringo Starr, tomaron papeles más secundarios. Lennon y McCartney solían componer una canción por álbum para que la cantara Starr, y que Harrison eligiese cantar un cover de un éxito antiguo o grabar una composición propia. 
Comenzaron los esfuerzos desde 1965 en adelante, las composiciones de Harrison comenzaron a mejorar en calidad mientras que Ringo tuvo una mayor participación en el grupo. Poco a poco los otros miembros de la banda reconocieron el potencial de Harrison como compositor por lo cual en el álbum Rubber Soul se puede presenciar su ayuda como compositor y también su aporte a la música incluyendo al sitar, que tiene una gran participación en las composiciones de Harrison, tanto dentro como fuera del grupo. Aunque Harrison emergió como un compositor y productor competente, fueron rechazadas la mayoría de sus ideas para nuevas canciones, especialmente las ofrecidas durante los ensayos de Twickenham, donde su composición «All Things Must Pass» fue rechazada en favor de «For You Blue». En consecuencia, Harrison comenzó a sentirse frustrado y esto le llevó a la enajenación y resentimiento hacia el resto del grupo, especialmente hacia Lennon y McCartney.
En cuanto a Ringo, progresó poco a poco y una de sus composiciones más conocidas es Octopus's Garden.

### Decadencia y separación de Paul McCartney
A pesar de sus esfuerzos por mantener la cohesión de la banda, Paul McCartney reconoció que The Beatles efectivamente se habían disuelto en una entrevista de noviembre de 1969 realizada por la revista Life. A comienzos de 1970, McCartney, George Harrison y Ringo Starr se reunieron brevemente para completar las grabaciones para el álbum Let It Be. Cada uno de los miembros de la banda, por su parte, estaban enfocados exclusivamente en proyectos individuales.
Durante este período, McCartney se mostró profundamente insatisfecho con el tratamiento que el productor Phil Spector dio a algunas canciones del próximo nuevo álbum de la banda Let It Be, especialmente con la canción «The Long and Winding Road». McCartney había concebido la canción como una simple balada al piano, pero Spector le incorporó orquestas y acompañamientos corales femeninos. El 14 de abril de 1970, McCartney envió una carta cuidadosamente redactada al representante de negocios de Apple Records, Allen Klein, demandando que la instrumentación agregada fuese reducida, la parte de arpa eliminada, y "no lo vuelvas a hacer." Estas peticiones fueron desatendidas, y la versión de Spector pasó a ser incluida en el álbum.
Otro problema que McCartney enfrentó durante este período se relacionó con su próximo álbum en solitario. El lanzamiento del álbum McCartney fue programado para el 17 de abril, pero los otros Beatles y Apple se dieron cuenta de que la fecha de lanzamiento del álbum podría entrar en conflicto con el próximo álbum Let It Be y la película del mismo nombre. Cuando Ringo Starr fue enviado para pedir a McCartney que retrasara su debut en solitario (por la seguridad de la armonía y lealtad del grupo), McCartney se negó, pidiendo a Starr que por única vez en la vida lo dejara: "Yo tenía que hacer algo como eso para valerme por mí mismo porque simplemente me estaba hundiendo." A pesar de que el álbum McCartney fue publicado como estaba planeado, la amargura de McCartney sobre estos incidentes fue un factor que contribuyó para su declaración pública respecto a su partida de la banda.
A principios de 1971, McCartney demandó a sus compañeros de banda por la disolución de la relación contractual de The Beatles y posteriormente se designó un administrador jurídico.
El relacionador público de Apple, Derek Taylor, escribió la nota de prensa por la separación de The Beatles: “Llegó la primavera y Leeds juega con Chester mañana, y Ringo, John, George y Paul están vivos, bien y viviendo en paz. El mundo aún está girando, nosotros también y ustedes también. Cuando la rotación se detenga, será el tiempo para preocuparse. No antes.”

### Dificultad en la grabación
Después de que la banda hubiera dejado de salir de gira, cada uno de los músicos en un grado u otro comenzaron a perseguir su propia autonomía musical. Cuando la banda se reunió para continuar grabando a finales de 1966, aún había un compañerismo y deseo de colaborar como músicos. Sin embargo, sus diferentes tendencias individuales fueron cada vez más apreciables. McCartney, quizás en mayor grado que los demás, mantuvo un profundo interés en las tendencias pop y estilos musicales emergentes tanto en Gran Bretaña como en Estados Unidos, mientras que Harrison se interesó por la música hindú y las composiciones de Lennon se hicieron más introspectivas y experimentales. En consecuencia, McCartney comenzó a asumir el papel de iniciador y, hasta cierto punto, líder de los proyectos artísticos de The Beatles.
Cada miembro de la banda comenzó a desarrollar agendas artísticas individuales, las cuales finalmente pusieron en peligro el nivel de entusiasmo entre los músicos. Pronto, cada integrante se mostraría impaciente con los demás. Esto se hizo más evidente en el álbum The Beatles (también conocido como The White Album), donde las preferencias artísticas personales comenzaron a dominar en las sesiones de grabación, las cuales fueron socavando rápidamente la unidad de la banda.

### El Álbum Blanco (The White Album)

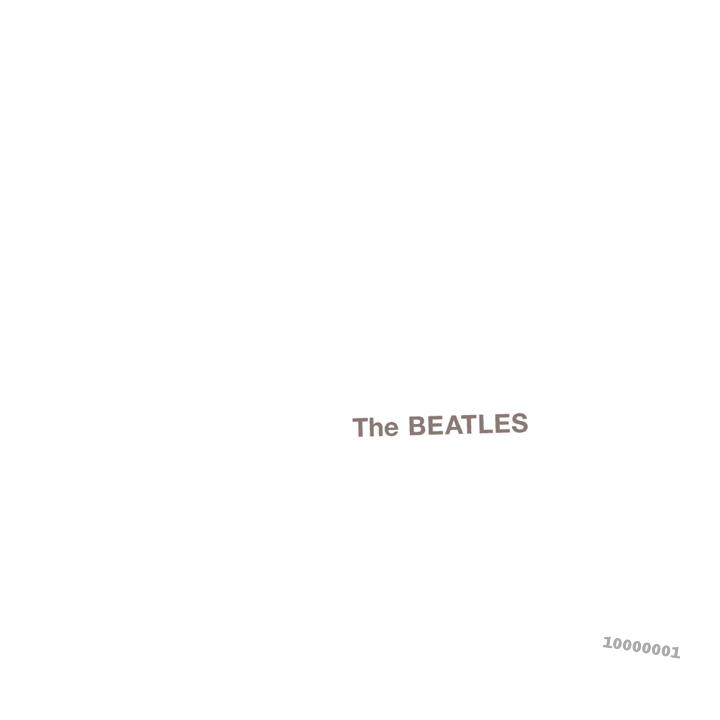
Portada del álbum The Beatles.

Los miembros de The Beatles volvieron a reunirse en la casa de George Harrison en Esher en mayo de 1968 para grabar demos que finalmente serían publicados en noviembre del mismo año como The Beatles. Fue lanzado como un álbum doble y, tanto los mismos Beatles como el público en general se refieren a él como The White Album. Las críticas contemporáneas y el comentario retrospectivo de The Beatles reconocieron que el álbum reflejaba el desarrollo autónomo los miembros como compositores, músicos y artistas.
Las venas artísticas de John Lennon y Paul McCartney para The Beatles se volvían más disparatadas. George Harrison continuaba desarrollándose como compositor; desafortunadamente tenía poco apoyo desde dentro de la banda. Su composición "Not Guilty" reflejaba su estado de ánimo durante la grabación del álbum The Beatles. Ringo Starr comenzó a desarrollar y aprovechar oportunidades cinematográficas durante este período. También estaba angustiado por la atmósfera cada vez más agria y tensa que iba caracterizando las sesiones de grabación. En un momento se sintió tan aislado que en un descanso de la banda decidió retirarse de esta por varias semanas. Al regresar encontró su batería adornada con flores (las cuales fueron un regalo de Harrison).
A medida que las sesiones avanzaban, había una tensión creciente en la banda. Naturalmente la inquietud era multifacética, pero fue más sobresaliente la discordia personal y artística. La tensión de las sesiones recayó en Geoff Emerick (ingeniero de grabación contratado por EMI) y más en particular, en el baterista Ringo Starr. Ambos se alejaron durante las sesiones, las cuales comenzaron en junio y terminaron en octubre. Estos fueron los primeros signos de fondo de la emergente desunión y antipatía del grupo. Una muestra de ello era que mientras John grababa Revolution 9, Paul grababa Blackbird. Rolling Stone describió el álbum doble como "cuatro álbumes en solitario bajo un mismo techo".
Una vez completado y publicado el álbum The Beatles, la banda no dio entrevistas colectivas o apariciones grabadas. Las relaciones públicas se llevaron a cabo individualmente. La evidencia más elocuente de la alienación colectiva del grupo fue el lanzamiento de la grabación navideña de 1968 para el fan club. Las contribuciones fueron completamente individuales y John Lennon hizo comentarios despectivos sobre el aparente odio de sus compañeros de banda hacia Yoko Ono.

### Las sesiones de grabación en los estudios de Twickenham y Apple
A finales de 1968, el estado de The Beatles como entidad grupal estaba en el limbo. Paul McCartney, quien extraoficialmente había asumido la dirección desde la muerte del representante de la banda, Brian Epstein, propuso un proyecto de grupo que involucraba ensayos, grabación e interpretación de las canciones en un concierto en vivo. Aunque las sesiones del álbum doble se referían inicialmente a la interpretación conjunta, la banda estaba mal preparada para reacomodarse en este modo. Sólo ocho días después del comienzo de las sesiones de grabación, la frustración y resentimiento de George Harrison alcanzaron su punto máximo y finalmente informó a sus compañeros que dejaba la banda. La protección combinada de McCartney su distanciamiento de John Lennon habían cobrado su precio. De este modo, la banda estaba al borde de un colapso potencial y en un punto muerto. En 2003, la revista Rolling Stone citó la existencia de una grabación de las sesiones de Twickenham del día siguiente al alejamiento de Harrison, en la cual Lennon sugería que Eric Clapton se hiciese cargo de las guitarras.
Finalmente, complicadas y acaloradas negociaciones trajeron de vuelta a Harrison para continuar con las actividades del grupo. El plan para un concierto fue abandonado y las sesiones de grabación se trasladaron a los estudios de Apple en Savile Row. La banda dio su última aparición en público en el techo de las oficinas de Apple, Londres, el 30 de enero de 1969 como una alternativa al concierto en vivo.

### John Lennon se aleja
El mono tras cortar abruptamente su consumo de heroína inspiró a John Lennon para grabar la canción «Cold Turkey» poco después de concluidas las sesiones para el álbum Abbey Road. Ofrecida a The Beatles para ser grabada como un sencillo, fue recibida con indiferencia. La formación de Plastic Ono Band fue originalmente concebida como una salida artística por Lennon y Ono en 1969. Sin embargo, su entusiasta recepción como intérpretes en el espectáculo Rock and Roll Concert de Toronto en septiembre de 1969 cristalizaron ostensiblemente su decisión para dejar la banda. Lennon informó a Allen Klein y Paul McCartney de su decisión el 20 de septiembre de 1969. Irónicamente, en el otoño de 1969, la banda firmó un contrato de renegociación con un alto porcentaje de regalías. Esta fue la última demostración de unidad dentro del grupo, aunque de naturaleza transitoria. Publicaciones adicionales revelaron que el contrato mantenía a la banda hasta 1976 colectivamente y por separado. En consecuencia, este contrato renegociado precipitó las acciones legales finales derogando la asociación en 1972.